# Acuminochernes tacitus
Acuminochernes tacitus es una especie de arácnido  del orden Pseudoscorpionida de la familia Chernetidae.

## Distribución geográfica
Se encuentra en Colorado y Míchigan en (Estados Unidos).